# Elaeagnus tutcheri
Elaeagnus tutcheri là một loài thực vật có hoa trong họ Elaeagnaceae. Loài này được Dunn mô tả khoa học đầu tiên năm 1907.